# 北极航道

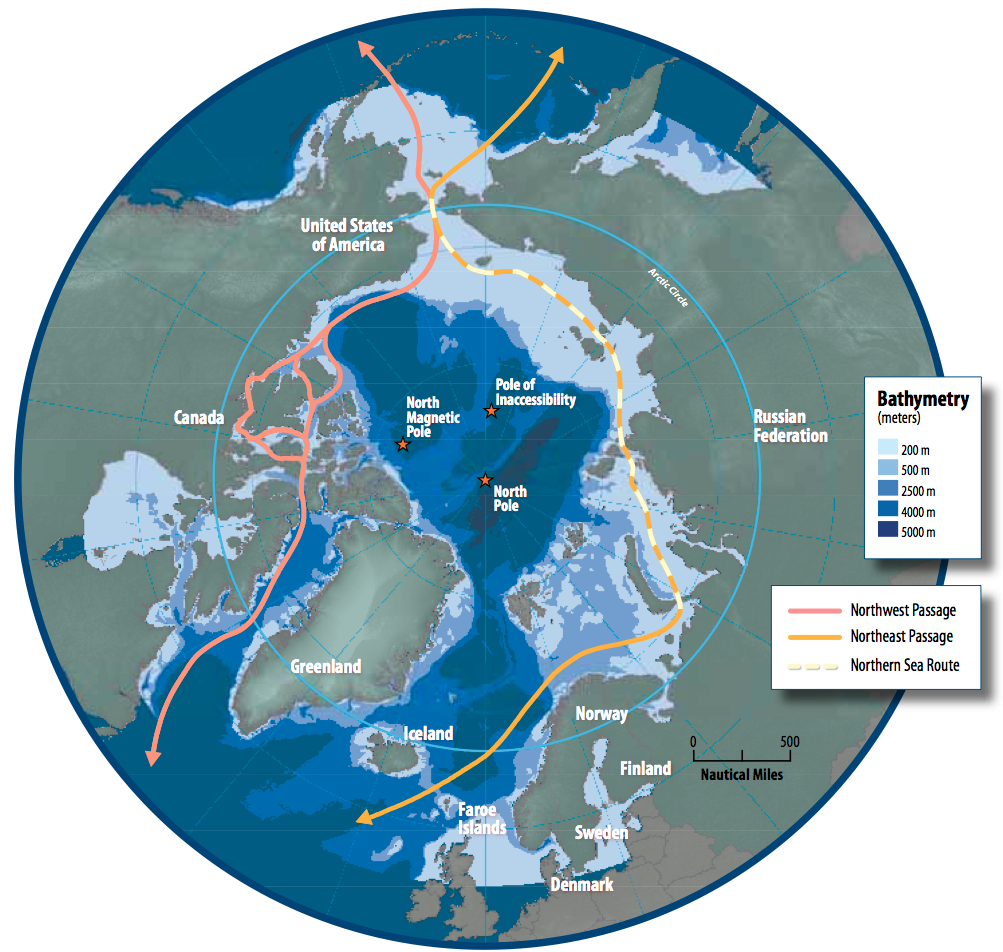
北极地区地图，显示水深和东北航道、北方航道以及西北航道。

北极航道是船只在北极部分或全部地区航行时使用的海上通道。连接大西洋和太平洋的北极航道主要有三条：东北航道、西北航道和大部分未使用的跨极航道。此外还有两条重要航道：北方航道和北极大桥航道。